# Ebonda
Pour les articles homonymes, voir Alberta (homonymie).
Ebonda, anciennement appelé Alberta, est une localité de république démocratique du Congo située dans le territoire de Bumba dans la province de la Mongala.

## Géographie

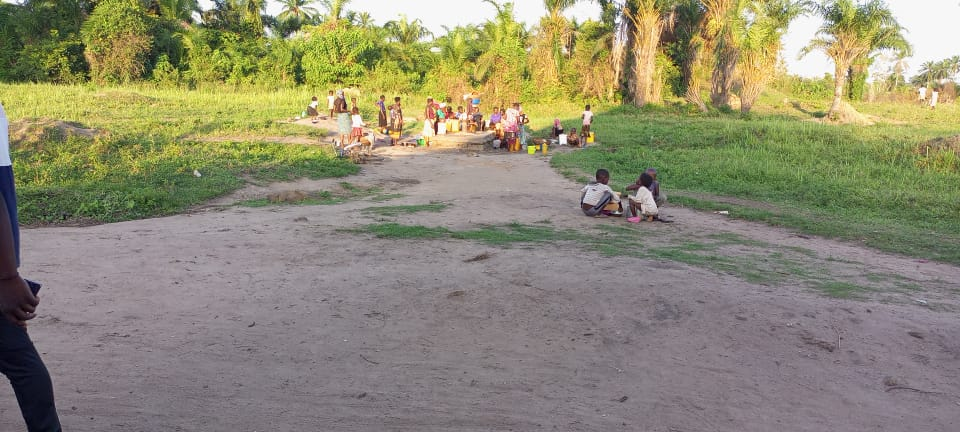
Point d'eau à Ebonda.

Située sur la rive gauche du fleuve Congo, la localité est desservie par la route nationale 6 à 13 km à l'ouest du chef-lieu territorial Bumba.

## Économie
Son activité économique principale est la production d’huile de palme.